# Marcusenius senegalensis
Marcusenius senegalensis és una espècie de peix pertanyent a la família dels mormírids i a l'ordre dels osteoglossiformes.

## Etimologia
Marcusenius fa referència a l'alemany Johann Marcusen (el primer ictiòleg a estudiar els mormírids de forma sistemàtica), mentre que l'epítet senegalensis al·ludeix al Senegal.

## Descripció
Fa 32,1 cm de llargària màxima i 200 g de pes. Absència d'espines a les aletes dorsal i anal. 28-38 radis tous a l'aleta anal. Origen de l'única aleta dorsal darrere del de l'anal. Aleta caudal forcada. 57-78 escates a la línia lateral i 12-12 al voltant del peduncle caudal. Sense barbetes sensorials ni aleta adiposa.

## Alimentació
Es nodreix de plantes i invertebrats aquàtics.

## Hàbitat i distribució geogràfica
És un peix d'aigua dolça, demersal, potamòdrom i de clima tropical, el qual viu a Àfrica: les conques del llac Txad i dels rius Gàmbia, Corubal, Tano, Senegal, Pra, Ouémé, Ogun, Mono, Bandama, Níger, Kogon, Geba, Benue, Comoé, Sassandra, Bia i Volta, incloent-hi Benín, Burkina Faso, el Camerun, la República Centreafricana, el Txad, la Costa d'Ivori, Ghana, Guinea, Guinea Bissau, Mali, Nigèria i el Senegal. És absent de les zones boscoses costaneres.

## Observacions
És inofensiu per als humans, pescat amb destinació al consum humà i el seu índex de vulnerabilitat és de baix a moderat (33 de 100).